# Sadzawki (województwo podlaskie)
Sadzawki – wieś w Polsce położona w województwie podlaskim, w powiecie suwalskim, w gminie Szypliszki.
W latach 1975–1998 miejscowość administracyjnie należała do województwa suwalskiego.
Od 1919 r. do 25 czerwca 1952 r. Sadzawki należały do gminy Andrzejewo.
We wsi funkcjonuje Ochotnicza Straż Pożarna w Sadzawkach (z siedzibą w Jeziorkach). Wierni Kościoła rzymskokatolickiego należą do parafii w Puńsku.
W miejscowości zamieszkują przedstawiciele mniejszości litewskiej, wieś określana jest w literaturze jako miejscowość mieszana polsko-litewska.
Przez wieś przebiega droga krajowa nr 8 oraz trasa europejska nr E67 – Via Baltica. W pobliżu znajduje się przejście graniczne Budzisko-Kalvarija.